# 김해시의 국회의원

## 행정구역 변천
- 1945년 8월 15일 경상남도 김해군
- 1978년 2월 15일 김해군 대저읍·명지면·가락면 일부(북정리·대사리·상덕리·제도리)가 신설 부산직할시 북구에 편입
- 1981년 7월 1일 김해군 김해읍이 김해시로 승격
- 1989년 1월 1일 김해군 가락면·녹산면이 신설 부산직할시 강서구에 편입
- 1995년 5월 10일 김해시와 김해군이 통합하여 '김해시' 설치

## 김해시의 역대 국회의원
| 대수         | 이름           | 소속정당     | 임기                              | 선거구역                                                                                                  | 개표결과 |
| ------------ | -------------- | ------------ | --------------------------------- | --- | -------- |
| 제1대        | 신상학(辛相學) | 무소속       | 1948년 5월 31일 ~1950년 5월 30일  | 김해군 갑: 김해읍 가락면 대저면 명지면 상동면 하동면                                                      | 보기     |
| 제1대        | 조규갑(曺奎甲) | 무소속       | 1948년 5월 31일 ~1950년 5월 30일  | 김해군 을: 진영면 녹산면 장유면 주촌면 진례면 이북면 생림면                                               | 보기     |
| 제2대        | 최원호(崔瑗浩) | 민주국민당   | 1950년 5월 31일 ~1954년 5월 30일  | 김해군 갑: 김해읍 가락면 명지면 대저면 하동면                                                             |          |
| 제2대        | 이종수(李鍾壽) | 무소속       | 1950년 5월 31일 ~1954년 5월 30일  | 김해군 을: 진영면 녹산면 장유면 주촌면 상동면                                                             |          |
| 제3대        | 박재홍(朴在洪) | 민주국민당   | 1954년 5월 31일 ~1958년 5월 30일  | 김해군 갑: 김해읍 가락면 명지면 대저면 하동면                                                             |          |
| 제3대        | 이종수(李鍾壽) | 무소속       | 1954년 5월 31일 ~1958년 5월 30일  | 김해군 을: 진영면 녹산면 장유면 주촌면 상동면                                                             |          |
| 제4대        | 강종무(姜琮武) | 자유당       | 1958년 5월 31일 ~1960년 7월 28일  | 김해군 갑: 김해읍 가락면 명지면 대저면 대동면                                                             |          |
| 제4대        | 이종수(李鍾壽) | 자유당       | 1958년 5월 31일 ~1960년 7월 28일  | 김해군 을: 진영읍 녹산면 장유면 주촌면 진례면 이북면 생림면 상동면                                        |          |
| 제5대 민의원 | 최원호(崔瑗浩) | 민주당       | 1960년 7월 29일 ~1961년 5월 16일  | 김해군 갑: 김해읍 가락면 명지면 대저면 대동면                                                             |          |
| 제5대 민의원 | 서정원(徐正元) | 무소속       | 1960년 7월 29일 ~1961년 5월 16일  | 김해군 을: 진영읍 녹산면 장유면 주촌면 진례면 이북면 생림면 상동면                                        |          |
| 제6대        | 김택수(金澤壽) | 민주공화당   | 1963년 12월 17일 ~1967년 6월 30일 | 김해군: 김해군 일원(제13선거구)                                                                           |          |
| 제7대        | 김택수(金澤壽) | 민주공화당   | 1967년 7월 1일 ~1971년 6월 30일   | 김해군 일원(제13선거구)                                                                                   |          |
| 제8대        | 김영병(金永昞) | 민주공화당   | 1971년 7월 1일 ~1972년 10월 17일  | 김해군 일원(제16선거구)                                                                                   |          |
| 제9대        | 신상우(辛相佑) | 신민당       | 1973년 3월 12일 ~1979년 3월 11일  | 양산군·김해군: 양산군·김해군 일원(제7선거구)                                                              |          |
| 제9대        | 김영병(金永昞) | 민주공화당   | 1973년 3월 12일 ~1979년 3월 11일  | 양산군·김해군: 양산군·김해군 일원(제7선거구)                                                              |          |
| 제10대       | 김택수(金澤壽) | 민주공화당   | 1979년 3월 12일 ~1980년 10월 27일 | 양산군·김해군 일원(제7선거구)                                                                             |          |
| 제10대       | 신상우(辛相佑) | 신민당       | 1979년 3월 12일 ~1980년 10월 27일 | 양산군·김해군 일원(제7선거구)                                                                             |          |
| 제11대       | 이재우(李載雨) | 민주정의당   | 1981년 4월 11일 ~1985년 4월 10일  | 양산군·김해군 일원(제8선거구)                                                                             |          |
| 제11대       | 신원식(申元湜) | 민주한국당   | 1981년 4월 11일 ~1985년 4월 10일  | 양산군·김해군 일원(제8선거구)                                                                             |          |
| 제12대       | 이재우(李載雨) | 민주정의당   | 1985년 4월 11일 ~1988년 5월 29일  | 김해시·김해군·양산군: 김해시·김해군·양산군 일원(제8선거구)                                                |          |
| 제12대       | 김동주(金東周) | 신한민주당   | 1985년 4월 11일 ~1988년 5월 29일  | 김해시·김해군·양산군: 김해시·김해군·양산군 일원(제8선거구)                                                |          |
| 제13대       | 이학봉(李鶴捧) | 민주정의당   | 1988년 5월 30일 ~1992년 3월 10일  | 김해시·김해군: 김해시·김해군 일원                                                                         |          |
| 제14대       | 김영일(金榮馹) | 민주자유당   | 1992년 5월 30일 ~1996년 5월 29일  | 김해시·김해군 일원                                                                                        |          |
| 제15대       | 김영일(金榮馹) | 신한국당     | 1996년 5월 30일 ~2000년 5월 29일  | 김해시 일원                                                                                               |          |
| 제16대       | 김영일(金榮馹) | 한나라당     | 2000년 5월 30일 ~2004년 5월 29일  | 김해시 일원                                                                                               |          |
| 제17대       | 김맹곤(金孟坤) | 열린우리당   | 당선 무효                         | 김해시 갑: 생림면 상동면 대동면 동상동 부원동 북부동 활천동 삼안동 불암동                                 |          |
| 제17대       | 김정권(金正權) | 한나라당     | 2005년 5월 1일 ~2008년 5월 29일   | 김해시 갑: 생림면 상동면 대동면 동상동 부원동 북부동 활천동 삼안동 불암동                                 |          |
| 제17대       | 최철국(崔喆國) | 열린우리당   | 2004년 5월 30일 ~2008년 5월 29일  | 김해시 을: 진영읍 장유면 주촌면 진례면 한림면 회현동 내외동 칠산서부동                                    |          |
| 제18대       | 김정권(金正權) | 한나라당     | 2008년 5월 30일 ~2012년 5월 29일  | 김해시 갑: 생림면 상동면 대동면 동상동 부원동 북부동 활천동 삼안동 불암동                                 |          |
| 제18대       | 최철국(崔喆國) | 통합민주당   | 2008년 5월 30일 ~2010년 12월 9일  | 김해시 을: 진영읍 장유면 주촌면 진례면 한림면 회현동 내외동 칠산서부동                                    |          |
| 제18대       | 김태호(金台鎬) | 한나라당     | 2011년 4월 28일 ~2012년 5월 29일  | 김해시 을: 진영읍 장유면 주촌면 진례면 한림면 회현동 내외동 칠산서부동                                    |          |
| 제19대       | 민홍철(閔洪喆) | 민주통합당   | 2012년 5월 30일 ~2016년 5월 29일  | 김해시 갑: 생림면 상동면 대동면 동상동 부원동 북부동 활천동 삼안동 불암동                                 |          |
| 제19대       | 김태호(金台鎬) | 새누리당     | 2012년 5월 30일 ~2016년 5월 29일  | 김해시 을: 진영읍 주촌면 진례면 한림면 장유1~3동 회현동 내외동 칠산서부동                                 |          |
| 제20대       | 민홍철(閔洪喆) | 더불어민주당 | 2016년 5월 30일 ~2020년 5월 29일  | 김해시 갑: 진영읍,한림면,생림면,상동면,대동면,동상동,회현동,부원동,북부동,활천동,삼안동,불암동            |          |
| 제20대       | 김경수(金景洙) | 더불어민주당 | 2016년 5월 30일 ~2018년 5월 14일  | 김해시 을: 주촌면,진례면,내외동,칠산서부동,장유1~3동                                                      |          |
| 제20대       | 김정호(金禎鎬) | 더불어민주당 | 2018년 6월 13일 ~2020년 5월 29일  | 김해시 을: 주촌면,진례면,내외동,칠산서부동,장유1~3동                                                      |          |
| 제21대       | 민홍철(閔洪喆) | 더불어민주당 | 2020년 5월 30일 ~2024년 5월 29일  | 김해시 갑: 진영읍, 한림면, 생림면 상동면 대동면 동상동 부원동 북부동 활천동 삼안동 불암동                 |          |
| 제21대       | 김정호(金禎鎬) | 더불어민주당 | 2020년 5월 30일 ~2024년 5월 29일  | 김해시 을: 주촌면, 진례면, 장유1~3동, 회현동, 내외동, 칠산서부동                                          |          |
| 제22대       | 민홍철(閔洪喆) | 더불어민주당 | 2024년 5월 30일~                  | 김해시 갑: 진영읍, 한림면, 생림면, 상동면, 대동면, 동상동, 회현동, 부원동, 북부동, 활천동, 삼안동, 불암동 |          |
| 제22대       | 김정호(金禎鎬) | 더불어민주당 | 2024년 5월 30일~                  | 김해시 을: 주촌면, 진례면, 내외동, 칠산서부동, 장유1동, 장유2동, 장유3동                                  |          |

## 같이 보기
- 부산 북구의 국회의원
- 부산 강서구의 국회의원
- 부산 사상구의 국회의원
- 부산 사하구의 국회의원
- 기장군의 국회의원
- 양산시의 국회의원
- 창원시의 국회의원
- 김해시·김해군
- 김해시 (선거구)
- 김해시 갑
- 김해시 을